# Campeonato Mundial de Tiro con Arco al Aire Libre de 2015
El XLVIII Campeonato Mundial de Tiro con Arco al Aire Libre se celebró en Copenhague (Dinamarca) entre el 26 de julio y el 2 de agosto de 2015 bajo la organización de la Federación Internacional de Tiro con Arco (FITA) y la Federación Danesa de Tiro con Arco.
Las competiciones se realizaron en dos sedes: las preliminares en el estadio Sundby Idrætspark  y las finales en la plaza del Palacio de Christiansborg de la capital danesa.

## Medallistas

### Masculino
| Evento                            | Oro                                               | Plata                                                          | Bronce                                                 |
| --------------------------------- | ------------------------------------------------- | -------------------------------------------------------------- | ------------------------------------------------------ |
| Arco recurvo individual (02.08)   | Kim Woo-Jin Corea del Sur                         | Rick van der Ven · Países Bajos                                | Takaharu Furukawa Japón                                |
| Arco recurvo por equipo (02.08)   | Kim Woo-Jin Ku Bon-Chan Oh Jin-Hyek Corea del Sur | Michele Frangilli · Mauro Nespoli · David Pasqualucci · Italia | Kuo Cheng-Wei Wang Hou-Chieh Yu Guan-Lin China Taipéi  |
| Arco compuesto individual (01.08) | Stephan Hansen Dinamarca                          | Rajat Chauhan India                                            | Adam Ravenscroft Reino Unido                           |
| Arco compuesto por equipo (01.08) | Esmaeil Ebadi Mayid Gueidi Amir Kazempur Irán     | Christopher Perkins · Kevin Tataryn · Dietmar Trillus · Canadá | Martin Damsbo Stephan Hansen Patrick Laursen Dinamarca |

### Femenino
| Evento                            | Oro                                                             | Plata                                                                | Bronce                                              |
| --------------------------------- | --------------------------------------------------------------- | -------------------------------------------------------------------- | --------------------------------------------------- |
| Arco recurvo individual (02.08)   | Ki Bo-Bae Corea del Sur                                         | Lin Shih-Chia China Taipéi                                           | Choi Mi-Sun Corea del Sur                           |
| Arco recurvo por equipo (02.08)   | Tuyana Dashidorzhiyeva · Xeniya Perova · Inna Stepanova · Rusia | Rimil Buriuly Deepika Kumari Laxmirani Majhi India                   | Choi Mi-Sun Kang Chae-Young Ki Bo-Bae Corea del Sur |
| Arco compuesto individual (01.08) | Kim Yun-Hee Corea del Sur                                       | Crystal Gauvin Estados Unidos                                        | Sara López · Colombia                               |
| Arco compuesto por equipo (01.08) | Olena Borysenko · Viktoriya Diakova · Mariya Shkolna · Ucrania  | Evelien Groeneveld · Irina Markovic · Inge van Caspel · Países Bajos | Choi Bo-Min Kim Yun-Hee Seol Da-Yeong Corea del Sur |

### Mixto
| Evento                            | Oro                                   | Plata                                    | Bronce                                |
| --------------------------------- | ------------------------------------- | ---------------------------------------- | ------------------------------------- |
| Arco recurvo por equipo (02.08)   | Ki Bo-Bae Ku Bon-Chan Corea del Sur   | Lin Shih-Chia Kuo Cheng-Wei China Taipéi | Zhu Jueman Gu Xuesong China           |
| Arco compuesto por equipo (01.08) | Kim Yun-Hee Kim Jong-Ho Corea del Sur | Amélie Sancenot Dominique Genet Francia  | Sera Cornelius Patrick Roux Sudáfrica |

## Medallero
| Núm. | País           | Oro | Plata | Bronce | Total |
| ---- | -------------- | --- | ----- | ------ | ----- |
| 1    | Corea del Sur  | 6   | 0     | 3      | 9     |
| 2    | Dinamarca      | 1   | 0     | 1      | 2     |
| 3    | Irán           | 1   | 0     | 0      | 1     |
| 3    | Rusia          | 1   | 0     | 0      | 1     |
| 3    | Ucrania        | 1   | 0     | 0      | 1     |
| 6    | China Taipéi   | 0   | 2     | 1      | 3     |
| 7    | India          | 0   | 2     | 0      | 2     |
| 7    | Países Bajos   | 0   | 2     | 0      | 2     |
| 9    | Canadá         | 0   | 1     | 0      | 1     |
| 9    | Estados Unidos | 0   | 1     | 0      | 1     |
| 9    | Francia        | 0   | 1     | 0      | 1     |
| 9    | Italia         | 0   | 1     | 0      | 1     |
| 13   | China          | 0   | 0     | 1      | 1     |
| 13   | Colombia       | 0   | 0     | 1      | 1     |
| 13   | Japón          | 0   | 0     | 1      | 1     |
| 13   | Reino Unido    | 0   | 0     | 1      | 1     |
| 13   | Sudáfrica      | 0   | 0     | 1      | 1     |
|      | TOTAL          | 10  | 10    | 10     | 30    |